# Virídovix
Virídovix o Viridòvix (en llatí Viridŏvīx) va ser un cap gal de la tribu dels unel·les (unelli).
Va ser derrotat en la batalla de Camp du Castellier per Quint Tituri Sabí, legat de Juli Cèsar, el 56 aC, i els unel·les es van haver de sotmetre al poder romà.